# 24 كيلاتيس
 24 كيلاتيس  هو الألبوم الثاني للمغنية المكسيكية باولينا روبيو وصدر في نوفمبر من العام 1993. من إنتاج شركة EMI. احتوى على عدة أغاني مثل: "Nieva, Nieva" و"El Me Engaño".